# Óceániai Labdarúgó-szövetség
Az Óceániai Labdarúgó-szövetség (angolul: Oceania Football Confederation, (OFC)) a hat kontinentális labdarúgó-szervezet egyike. Feladata az óceániai válogatottak és klubcsapatok számára tornák szervezése, illetve eldöntése, hogy melyik válogatott indulhat ebből a zónából a labdarúgó-világbajnokságon.

## Története
A szövetséget 1966-ban alapították, az alapító tagok: Ausztrália, Új-Zéland és a Fidzsi-szigetek. 1996-ban a FIFA is teljes jogú tagszervezetének ismerte el az OFC-t. 2004 májusában Új-Kaledónia is csatlakozott a szövetséghez, amivel 12-re emelkedett a tagországok száma. 2006. január 1-jén azonban Ausztrália az Ázsiai Labdarúgó-szövetségbe lépett át.

## Az OFC által szervezett labdarúgótornák
Az egyik fő feladata a szövetségnek a világbajnoki selejtezők lebonyolítása. Óceániának nincs biztosítva hely a világbajnoki döntőn. Az óceániai selejtező győztesének még egy akadályt kell sikerrel vennie a vb-re való kijutáshoz. Ez a 2006-os labdarúgó-világbajnokság esetén azt jelentette, hogy oda-visszavágós rendszerben kellett megmérkőznie a dél-amerikai selejtezőcsoport 5. helyezettjével. (Ezt az akadályt Ausztrália sikerrel vette Uruguay ellenében.)
1996 óta kétévente rendezi meg a szövetség az Óceániai Nemzetek Kupáját (OFC Nations Cup), amelyen szintén a tagállamok válogatottjai vehetnek részt.
Az OFC hatáskörébe tartozik az Óceániai Klubok Bajnoksága (Oceania Club Championship) is. Ez egy viszonylag kis presztízzsel rendelkező torna, melynek legfőbb célja, hogy ennek győztese képviseli Óceániát a FIFA Klubcsapatok Világbajnokságán.
A Szövetség jelenlegi tagszövetségei közül csak Új-Zéland rendelkezik nemzetközi tapasztalattal, az 1982-es és a 2010-es labdarúgó-világbajnokság résztvevője volt. Ausztrália is volt már labdarúgó vb-résztvevő, 1974-ben és 2006-ban, de a második alkalomra akkor került sor, amikor már hivatalosan is kilépett a Szövetségből.
A 2004-es OFC-nemzetek kupája, amely Óceánia számára a 2006-os labdarúgó-VB selejtezőjét is jelentette, meglepetést hozott: Salamon-szigetek, Új-Zéland ellenében, váratlanul bejutott a döntőbe, ahol Ausztrália volt az ellenfele. Ausztrália könnyedén győzött, Honiarában 5–1-re , míg Sydney-ben 6–0-ra verte a Salamon-szigetek együttesét. A két csapat még egyszer találkozott a világbajnoki selejtező rájátszásában, 2005 szeptemberében a CONMEBOL képviselőjével való mérkőzés joga volt a tét. Ausztrália összesítésben 9–1-re győzött (otthon 7–0, míg idegenben 2–1 volt az eredmény), és továbbjutott a VB Óceánia-Dél-Amerika válogatóra, amelyet Uruguay ellen tizenegyesekkel megnyert és jogot szerzett a VB-n való részvételre.

### Országok közötti
- OFC-nemzetek kupája (OFC Nations Cup)
- U20-as OFC-bajnokság (OFC U-20 Championship)
- U17-es OFC-bajnokság (OFC U-17 Championship)
- OFC-olimpiai selejtezőtorna (OFC Men's Olympic Qualifying Tournament)
- Női OFC-nemzetek kupája (OFC Women's Nations Cup)
- U20-as női OFC-bajnokság (OFC U-20 Women's Championship)
- U17-es női OFC-bajnokság (OFC U-17 Women's Championship)
- Női OFC-olimpiai selejtezőtorna (OFC Women's Olympic Qualifying Tournament)

#### Futsal
- OFC-futsalbajnokság (OFC Futsal Championship)

#### Strandlabdarúgás
- OFC-strandlabdarúgó-bajnokság (OFC Beach Soccer Championship)

#### Megszűnt
- AFC–OFC-Kihívás kupa (AFC–OFC Challenge Cup)
- Melanézia-kupa (Melanesia Cup)
- Polinézia-kupa (Polynesia Cup)
- Wantok kupa (Wantok Cup)

### Klubcsapatok kupái
- OFC-bajnokok ligája (OFC Champions League)
- OFC-elnök kupája (OFC President's Cup)

#### Regionális
- Melanéziai labdarúgó-szuperkupa (Melanesian Super Cup)

#### Megszűnt kupák
- Kupagyőztesek Óceánia-kupája (Oceania Cup Winners' Cup)

## Tagországok
1. Amerikai Szamoa – Amerikai szamoai labdarúgó-szövetség
2. Cook-szigetek – Cook-szigeteki labdarúgó-szövetség
3. Fidzsi-szigetek – Fidzsi-szigeteki labdarúgó-szövetség
4. Kiribati* – Kiribati labdarúgó-szövetség
5. Niue* – Niuei labdarúgó-szövetség
6. Pápua Új-Guinea – Pápua új-guineai labdarúgó-szövetség
7. Salamon-szigetek – Salamon-szigeteki labdarúgó-szövetség
8. Szamoa – Szamoai labdarúgó-szövetség
9. Tahiti – Tahiti labdarúgó-szövetség
10. Tonga – Tongai labdarúgó-szövetség
11. Tuvalu – Tuvalui labdarúgó-szövetség
12. Új-Kaledónia* – Új-kaledóniai labdarúgó-szövetség
13. Új-Zéland – Új-zélandi labdarúgó-szövetség
14. Vanuatu – Vanuatui labdarúgó-szövetség

(*) – Tagja az OFC-nek, de nem tagja a FIFA-nak.

### Korábbi tagok
- Ausztrália
- Tajvan

### Eltérések Óceánia országai és az OFC tagországai között
- Ausztrália 2007-ben átlépett az ázsiai szövetségbe.
- Az Amerikai Egyesült Államok függő területe, Amerikai Szamoa önálló szövetséggel rendelkezik.
- Új-Zéland függő területe, a Cook-szigetek önálló szövetséggel rendelkezik.
- Franciaország tengerentúli területei, Új-Kaledónia és a Francia Polinézia részét képező Tahiti önálló szövetséggel rendelkeznek.
- 1976-tól 1991-ig az óceániai szövetség társult tagja volt az ázsiai szövetségből kizárt Izrael (ezt követően az európai szövetséghez csatlakozott).
- Óceánia független országai közül nem rendelkezik elismert labdarúgó-szövetséggel a Marshall-szigetek, a Mikronéziai Szövetségi Államok, Nauru és Palau.
- A szintén óceániai térségben található államok közül: Guam és az Északi-Mariana-szigetek az ázsiai szövetség tagjai.

## Óceániai labdarúgó-válogatottak a világbajnokságokon
Óceánia képviselője háromszor vehetett részt a világbajnokságon: Ausztrália 1974-ben és 2006-ban, míg Új-Zéland 1982-ben és 2010-ben. Sem Ausztrália 1974-es részvétele során, sem Új-Zéland nem jutottak tovább az első körön, míg Ausztrália 2006-ban a második fordulóig jutott. Az OFC az egyetlen FIFA tagszövetség, amelynek nincs garantált helye a világbajnoki döntőben (ez tulajdonképpen a fő indoka annak, hogy Ausztrália 2006-ban elhagyta a szövetséget és az Ázsiai Labdarúgó-szövetség tagja lett). Az OFC csapatai 1966 és 1982 között az ázsiai csoportban játszották selejtezőmérkőzéseiket, míg 1986-túl az Óceánia csoport győztese Interkontinentális rájátszáson mérte össze tudását egy másik szövetség meghatározott csapatával, hogy elnyerhesse a VB-részvételi jogot.
| Világbajnokság | Résztvevők | Megjegyzések |
| -------------- | ---------- | --- |
| 1930-1962      | senki      | Óceániából nem indult válogatott. |
| 1966           | senki      | Ázsiában vettek részt a selejtezőkön. |
| 1970           | senki      | Ázsiában vettek részt a selejtezőkön. |
| 1974           | Ausztrália | Ázsiában vettek részt a selejtezőkön. |
| 1978           | senki      | Ázsiában vettek részt a selejtezőkön. |
| 1982           | Új-Zéland  | Ázsiában vettek részt a selejtezőkön. |
| 1986           | senki      | Ausztrália elvesztette Skóciával szemben az Interkontinentális rájátszást. Ez volt az első labdarúgó-világbajnokság, amikor Óceánia, mint külön kontinens vett részt a versenyben, nem pedig Ázsiában játszotta selejtezőit. |
| 1990           | senki      | Az Izrael (amely politikai okokból az Óceánia-zónában indult) kikapott Kolumbiától az Interkontinentális rájátszásban. |
| 1994           | senki      | Ausztrália legyőzte Kanadát, majd kikapott Argentínától az Interkontinentális rájátszásban. |
| 1998           | senki      | Ausztrália vereséget szenvedett Irántól az Interkontinentális rájátszásban. |
| 2002           | senki      | Ausztrália kikapott Uruguaytól az Interkontinentális rájátszásban. |
| 2006           | Ausztrália | Ausztrália legyőzte Uruguayt az Interkontinentális rájátszásban. |
| 2010           | Új-Zéland  | Új-Zéland legyőzte Bahreint az Interkontinentális rájátszásban. |
| 2014           | senki      | Új-Zéland kikapott Mexikótól az Interkontinentális rájátszásban. |
| 2018           | senki      | Új-Zéland kikapott Perutól az Interkontinentális rájátszásban. |

1. ↑  Ausztrália a 2006-os világbajnoki részvételt az Óceániai Labdarúgó-szövetség (OFC) tagjaként harcolta ki, ezt követően átjelentkezett az AFC-be mire a vb megkezdődött. 1972 és 1978 között egyik szövetségnek sem volt tagja.

Részvételek országonként
- 2 –  Ausztrália (még az óceániai zóna tagjaként)
- 2 –  Új-Zéland

## Külső hivatkozások
- Az OFC hivatalos honlapja